# Fabiano Ribeiro de Freitas
Fabiano Ribeiro de Freitas (Mundo Novo, 29 februari 1988) is een Braziliaans voetballer die als doelman speelt.

## Clubcarrière
Fabiano kwam op achttienjarige leeftijd terecht bij São Paulo. Die club leende hem om speelminuten te verzamelen uit aan Toledo, Santo André, América FC en Grêmio Barueri. Op 13 oktober 2007 debuteerde hij voor São Paulo tegen Fluminense in het legendarische Maracanãstadion. Op 28 mei 2011 werd hij getransfereerd naar het Portugese Olhanense . Op 13 augustus 2011 debuteerde hij in de Primeira Liga tegen Sporting Clube de Portugal. In mei 2012 tekende hij een vierjarig contract bij FC Porto. Op 16 maart 2013 viel eerste doelman Helton geblesseerd uit in de topper tegen Sporting Clube de Portugal, waardoor Fabiano het seizoen moest afmaken als eerste doelman van FC Porto. Hij verruilde in 2012 Olhanense voor FC Porto.